# Вестхамптон (Њујорк)
Вестхамптон (енгл. Westhampton) насељено је место без административног статуса у америчкој савезној држави Њујорк.

## Демографија
По попису из 2010. године број становника је 3.079, што је 210 (7,3%) становника више него 2000. године.
| Група             | 2000.         | 2010.         |
| Белци             | 2.505 (87,3%) | 2.504 (81,3%) |
| Афроамериканци    | 127 (4,4%)    | 111 (3,6%)    |
| Азијати           | 36 (1,3%)     | 36 (1,2%)     |
| Хиспаноамериканци | 157 (5,5%)    | 380 (12,3%)   |
| Укупно            | 2.869         | 3.079         |